# Гаркуша Валерій Олексійович
Валерій Олексійович Гаркуша (нар. 2 квітня 1967, с. Грузьке, Сумська обл., УРСР — пом. 12 травня 1987, Афганістан) — радянський військовослужбовець, учасник афганської війни.

## Життєпис
Народився 2 квітня 1967 року в селі Грузьке, Конотопського району Сумської області, після закінчення школи та курсів тракториста працював у колгоспі. 24 квітня 1985 року призваний до Радянської армії, в листопаді того ж року відправлений в Афганістан в 317-й гвардійський парашутно-десантний полк на посаду старшого механіка-водія БМП.
10 травня 1987 року противник атакував заставу де перебував Валерій тоді він отримав вогнепальне поранення живота. 
Помер 12 травня 1987 року у лікарні.

## Нагороди та вшанування
- Орден Червоної Зірки (1987, посмертно)[1].
- Одна з вулиць Грузького названа ім'ям Валерія Гаркуші[2].
- В місцевому шкільному музеї створена експозиція присвячена рядовому Олександру Гаркуші.